# Resilienz (Mathematik)
In der Mathematik ist Resilienz ein Begriff aus der Theorie der Blätterungen.
Eine Blätterung heißt resilient, wenn es ein resilientes Blatt gibt. Ein Blatt heißt resilient, wenn es nicht abgeschlossen ist und nichttriviale Holonomie hat.
Die Resilienz von Blätterungen wird durch die mit {\displaystyle gv} bezeichnete Godbillon-Vey-Invariante gemessen. Wenn eine Blätterung {\displaystyle {\mathcal {F}}} nicht resilient ist, dann ist {\displaystyle gv({\mathcal {F}})=0} (Satz von Duminy). Eine resiliente Blätterung hat eine offene Menge von Blättern exponentiellen Wachstums, insbesondere folgt aus {\displaystyle gv({\mathcal {F}})\not =0}, dass es Blätter von exponentiellem Wachstum gibt und diese sogar eine Menge von positivem Maß bilden. Duminys ursprünglicher Beweis dafür verwendete die Poincaré-Bendixsson-Theorie für C2-Blätterungen, ein von Hurder und Langevin gegebener Beweis funktioniert auch für C1-Blätterungen.